# Máy quét 3D

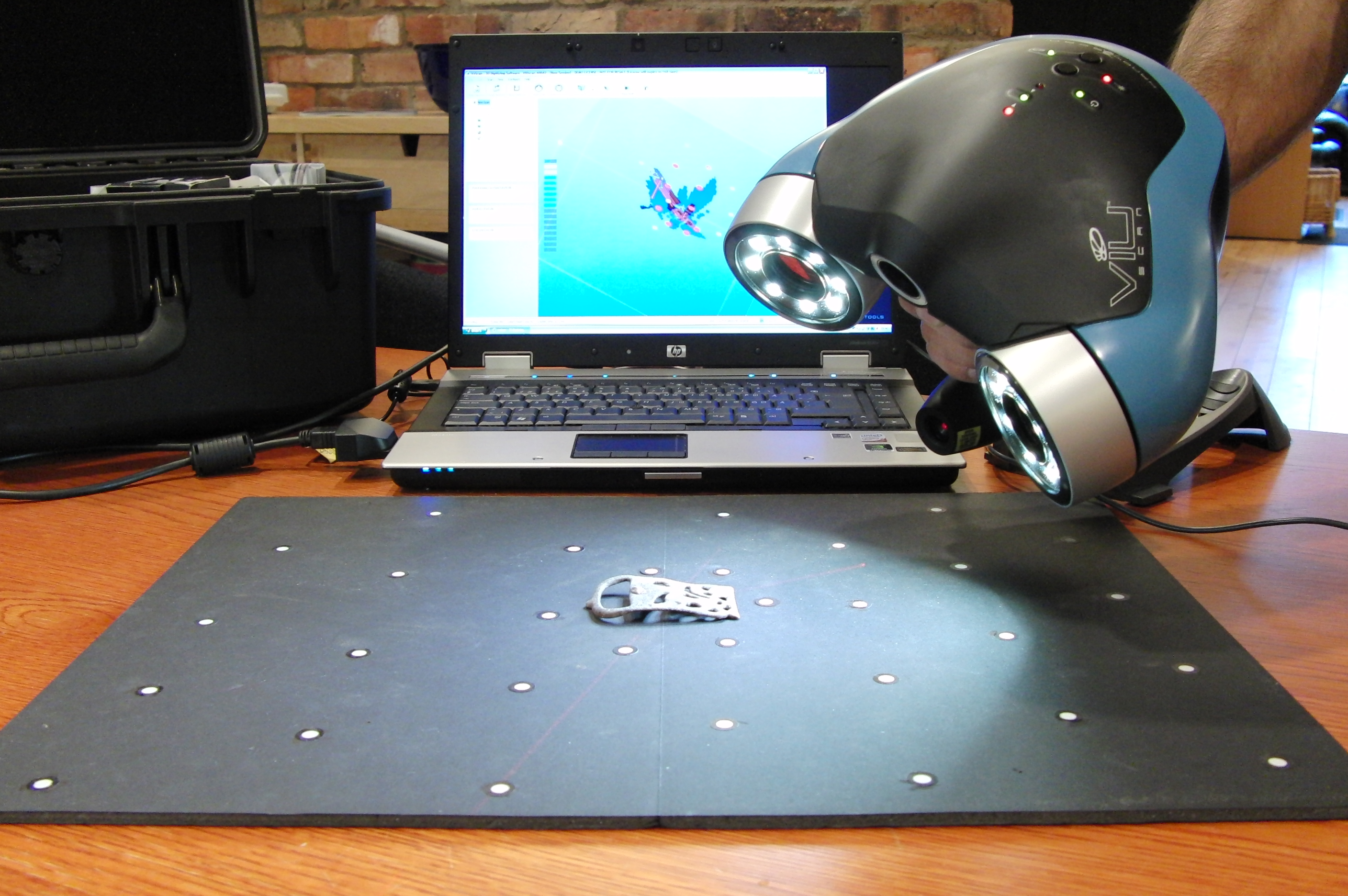
Máy quét ba chiều đã được dùng để tạo ra mô hình 3D của một chiếc khóa đai Viking, nhờ máy quét VIUscan.

Một máy quét 3D là một thiết bị phân tích đối tượng trong thế giới thực hoặc môi trường để thu thập dữ liệu về hình dạng của nó, và có thể xuất hiện của nó (ví dụ như màu). Các dữ liệu thu thập sau đó có thể được sử dụng để xây dựng mô hình kỹ thuật số 3 chiều.
Một máy quét 3D có thể dựa trên nhiều công nghệ khác nhau, mỗi công nghệ có những mặt hạn chế, ưu điểm và chi phí riêng. Nhiều hạn chế ở các loại đối tượng có thể số hóa được vẫn còn tồn tại, ví dụ, công nghệ quang học có thể gặp nhiều khó khăn với các vật thể sáng bóng, phản chiếu ánh sáng hoặc trong suốt. Ví dụ, kĩ thuật quét chụp cắt lớp điện toán công nghiệp và máy quét 3D có cấu trúc quang có thể được sử dụng để xây dựng các mô hình 3D kỹ thuật số của vật thể mà không làm tổn hại vật thể trong quá trình kiểm tra.
Dữ liệu 3D được thu thập hữu ích cho nhiều ứng dụng. Những thiết bị này được ngành công nghiệp giải trí sử dụng rộng rãi trong sản xuất phim ảnh (các hiệu ứng đặc biệt), hoạt hình và trò chơi video, bao gồm cả thực tế ảo. Các ứng dụng phổ biến khác của công nghệ này bao gồm thực tế tăng cường, motion capture, nhận dạng cử chỉ, robot lập bản đồ, thiết kế kiểu dáng công nghiệp, công nghệ y khoa chỉnh hình và tạo bộ phận cơ thể giả, kỹ nghệ đảo ngược và tạo nguyên mẫu, trong kiểm định/kiểm tra chất lượng và tạo mô hình số hóa của các hiện vật văn hóa.